# Олешка (Польща)
Олешка (пол. Oleszka) — село в Польщі, у гміні Здзешовиці Крапковицького повіту Опольського воєводства.
Населення — 184 особи (2011).

## Демографія
Демографічна структура станом на 31 березня 2011 року:
|          | Загалом | Допрацездатний вік | Працездатний вік | Постпрацездатний вік |
| -------- | ------- | ------------------ | ---------------- | -------------------- |
| Чоловіки | 92      | 19                 | 62               | 11                   |
| Жінки    | 92      | 9                  | 55               | 28                   |
| Разом    | 184     | 28                 | 117              | 39                   |